# Traité d'Aix-la-Chapelle (1816)
Pour les articles homonymes, voir Traité d'Aix-la-Chapelle.
 [[s:Le traité des Limites|Voir le traité sur Wikisource]]
Le traité d'Aix-la-Chapelle de 1816, dit traité des limites, est un traité signé à Aix-la-Chapelle le 26 juin 1816 entre le royaume uni des Pays-Bas et le royaume de Prusse afin de fixer leur frontière et celle du grand-duché de Luxembourg sur la rive droite de la Moselle, de la frontière française, près de Schengen, jusqu'à celle de l'ancien royaume de Hollande, près de Mook. 
Il traite particulièrement de contentieux territoriaux autour des « cantons de l'est », appartenant aujourd’hui à la Belgique, mais acquis à l'époque par la Prusse, à l’exception du Moresnet neutre, pour lequel aucun compromis ne put être trouvé à l'époque.

## Origines
Le traité fait suite à l'acte final du congrès de Vienne du 9 juin 1815, réorganisant l’Europe post-napoléonienne en octroyant, entre autres, de nouveaux territoires au royaume de Prusse. Les puissances victorieuses souhaitant également disposer d'un rempart contre les éventuelles nouvelles ambitions expansionnistes françaises, décident de créer un nouvel état « tampon » entre le royaume de France et la Prusse : le royaume uni des Pays-Bas. Elles lui choisissent comme souverain Guillaume Ier, de la maison d'Orange-Nassau. Celui-ci ayant dû céder à la Prusse ses principautés personnelles, situées près de Coblence, reçut, en contrepartie, un nouveau territoire : le grand-duché de Luxembourg, créé de toutes pièces pour l’occasion et lui revenant à titre privé, tout en étant rattaché à la confédération germanique créée la même année.
Guillaume 1er devint donc Grand-Duc du Luxembourg et roi des Pays-Bas, les deux territoires formant alors une union personnelle. 
Toutefois, ces territoires étaient à cheval sur plusieurs anciens départements français :

## Articles
Le traité compte 43 articles définissant la frontière entre le royaume uni des Pays-Bas, le grand-duché de Luxembourg (appartenant alors à titre privé à la monarchie néerlandaise) et la Prusse.
L'article 17 de ce traité crée le Moresnet neutre.

## Conséquences
Les nouveaux territoires prussiens furent réunis sous la forme du grand-duché du Bas-Rhin.
Les territoires des « cantons de l'est »